# Zygmunt Waliszewski

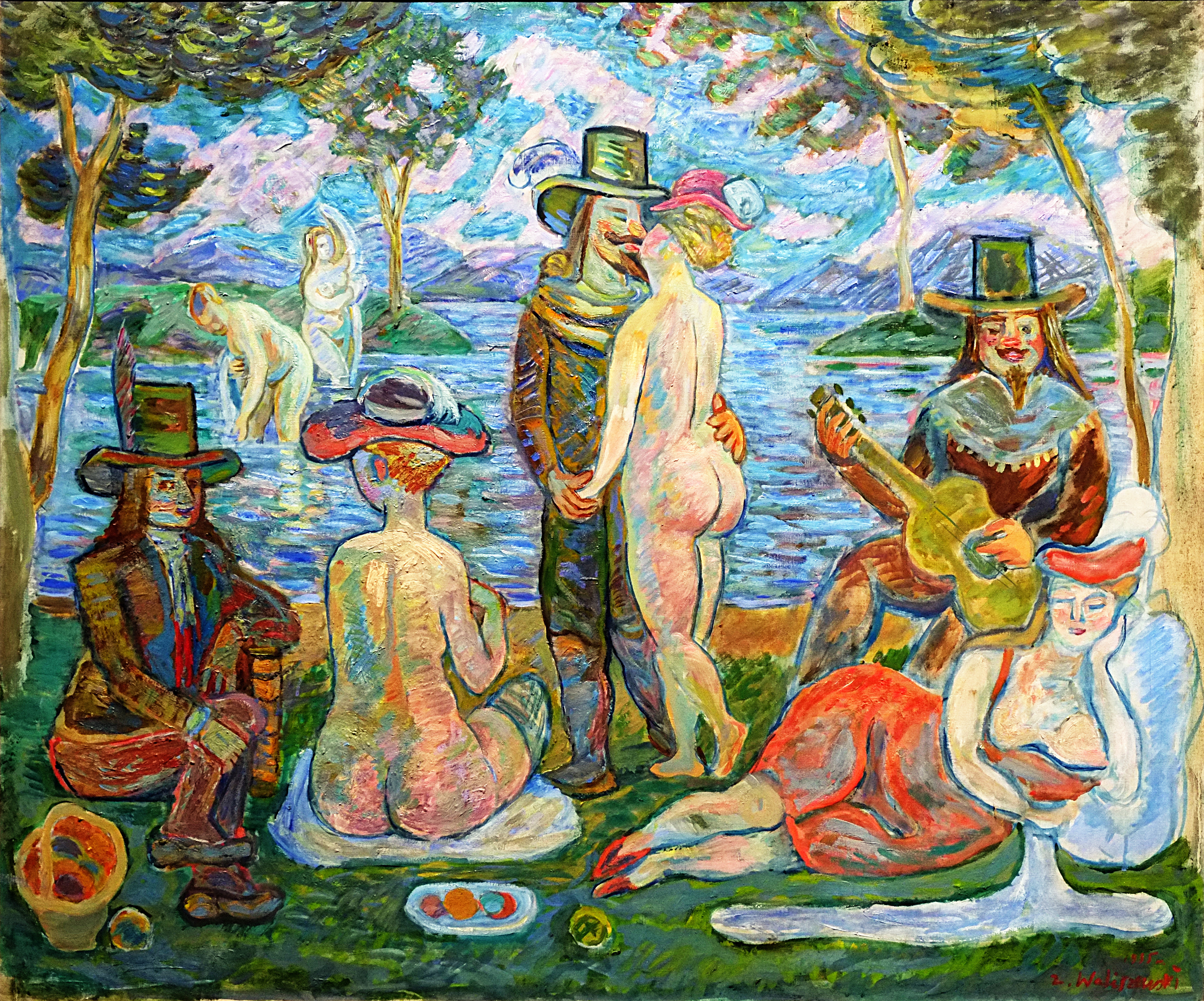
Die Liebesinsel

Zygmunt Waliszewski (* 1. Dezember 1897 in Sankt Petersburg; † 5. Oktober 1936 in Krakau) war ein polnischer Maler.
Noch im Kindesalter begann er in Tbilisi (Georgien) bei N. Sklifasowski und B. Vogel Malerei und Zeichnung zu studieren. Im Alter von 11 Jahren zeigte er seine ersten Bilder auf einer öffentlichen Ausstellung.
Während des Ersten Weltkrieges wurde er der russischen Armee einverleibt. In Moskau traf er die Künstler der Gruppe „Mir Iskusstwa“ (Welt der Kunst). Er besuchte auch die Sammlungen französischer Malerei von Sergei Schtschukin und Iwan Morozow. 1920 siedelte er nach Polen über. Er studierte Malerei in Krakau bei Wojciech Weiss und Józef Pankiewicz. 1924 kam er nach Paris und schloss sich der polnischen Künstlergruppe „Kapiści“ (Pariser Komitee) an. In Paris erkrankte er an dem nicht heilbaren Winiwarter-Buerger-Syndrom. Er verlor beide Beine. Auch seine Arme waren bedroht. Trotzdem malte er weiter. 1931 kam er nach Polen zurück, 1933 heiratete er. 1935/36 entwarf er ein Deckengemälde für das Krakauer Wawel-Schloss. 1936 entwarf er noch das Bühnenbild zur Pergoleses Oper „La serva padrona“. Kurz darauf starb er.
Waliszewski malte Landschaften, Aktbilder, Porträts, aber vor allem Genrebilder als Paraphrasen der Werke alter Meister. Trotz der tödlichen Krankheit zeigte er eine freudestrahlende, grellfarbige Welt. Trotz der kurzen Lebenszeit hinterließ er ein reiches Lebenswerk.